# Golden
Golden е четиринадесетия студиен албум на австралийската певица Кайли Миноуг. Той е издаден на 6 април 2018 г. от BMG.

## Списък с песните

### Оригинален траклист
1. „Dancing“ – 2:58
2. „Stop Me from Falling“ – 3:01
3. „Golden“ – 3:07
4. „A Lifetime to Repair“ – 3:19
5. „Sincerely Yours“ – 3:28
6. „One Last Kiss“ – 3:41
7. „Live a Little“ – 3:07
8. „Shelby '68“ – 3:35
9. „Radio On“ – 3:42
10. „Love“ – 2:52
11. „Raining Glitter“ – 3:33
12. „Music's Too Sad Without You“ (с Jack Savoretti) – 4:09

### Делукс издание
1. „Lost Without You“ – 4:04
2. „Every Little Part of Me“ – 2:58
3. „Rollin'“ – 3:32
4. „Low Blow“ – 2:56

### Японско издание
1. „Dancing“ (Initial Talk Remix)
2. „Dancing“ (Anton Powers Alternative Remix)

### Стрийминг издание
1. „Stop Me from Falling“ (Remix с Gente de Zona) – 3:01

### Коледно колекционерско издание
1. „Music's Too Sad Without You“ (сингъл издание с Jack Savoretti) – 3:26